# Hodòmetre

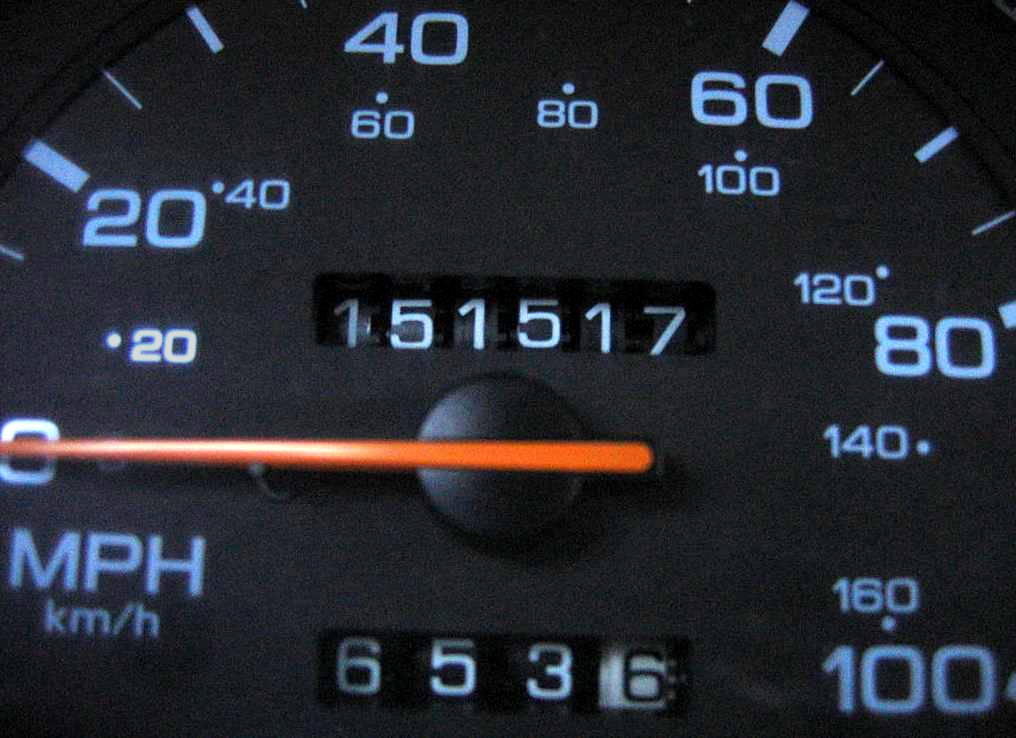
Un hodòmetre mecànic amb el mesurador de recorregut per sota.

Un  hodòmetre  (del grec ὁδός  hodós  "camí" i μέτρον  metron  "mesura") és un instrument de mesura que calcula la distància total o parcial recorreguda per un cos (generalment per un vehicle) a la unitat de longitud en la qual ha estat configurat (metres, milles). El seu ús està generalitzat a causa de la necessitat de conèixer distàncies, calcular temps de viatge, o consum de combustible.
És un aparell que s'utilitza per mesurar l'espai recorregut. Aquesta paraula és un neologisme equivalent a comptaquilòmetres. L'aparell mesura la distància recorreguda per un cotxe o un altre vehicle. El dispositiu pot ser electrònic, mecànic, o una combinació dels dos. La paraula deriva de les paraules gregues hodós, significant "ruta" o entrada i "métron", "mesura".
La referència més antiga apunta a Arquimedes com el seu inventor, que en l'antiguitat va dissenyar diversos tipus d'hodòmetres amb finalitats que abastaven diversos usos militars i civils. I qui descriu per primera vegada com construir un hodòmetre, encara que sense declarar que ell en sigui l'inventor, és per l'arquitecte romà Vitruvi en la seva obra  De Architectura  al segle I aC.

## Característiques

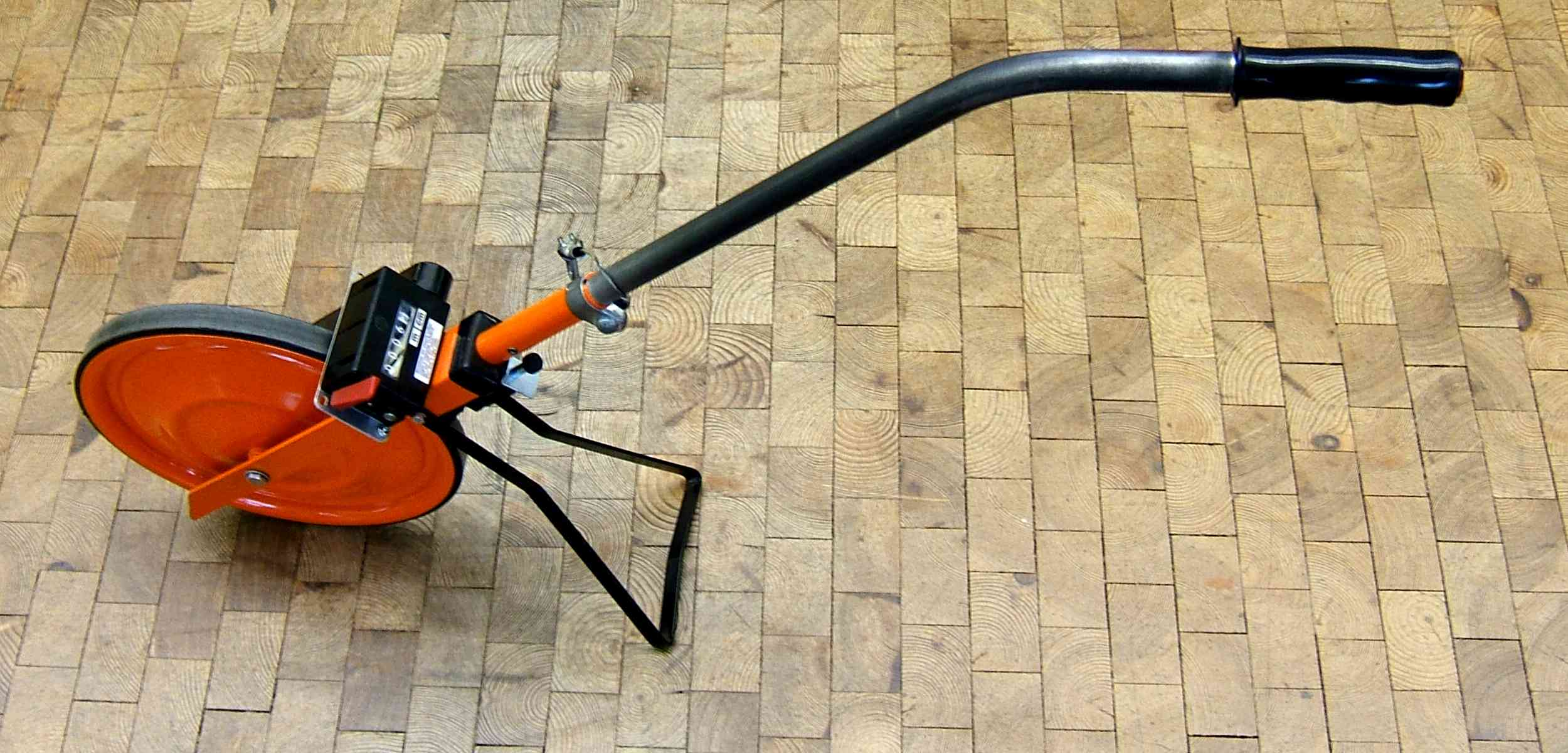
hodòmetre de roda

Un hodòmetre és un dispositiu que generalment consisteix d'una roda encastada en un engranatge calibrat amb precisió, i pot ser independent (instrument aïllat) o estar incorporat a un vehicle. En comptar les voltes que fa la roda es calcula la distància recorreguda.

En els vehicles estan constituïts per una sèrie de rodes que mostren els nombres per una finestreta. En el cas dels automòbils solen venir conjuntament amb el velocímetre. Poden tenir totals (quilòmetres des que es va fabricar), parcials (des de l'última vegada que es va posar en zero) o tots dos. I encara que la informació es desplegui en panell digital, el dispositiu o el seu mecanisme segueix sent mecànic.
També n'hi ha per a bicicletes, i de tipus "personals" (un sensor percep les passes fets i fa una estimació de la distància recorreguda).

## Usos
- Trànsit: Calcular rendiment de combustible.
- Seguretat viària: Estimar velocitat per marques de frenada.
- Agrimensura: Mesura de perímetres.
- Indústria: Estesa de cables o canonades.
- Ergometria: Disseny d'espais de treball.